# جينيفر دالي
جينيفر دالي هي ممثلة كندية، ولدت في 16 يناير 1956 بتورونتو في كندا. من الجوائز التي نالتها جائزة إيرل غراي ‏ سنة 2003.

## جوائز
- جائزة إيرل غراي [الإنجليزية]‏ (2003)

## وصلات خارجية
- جينيفر دالي على موقع IMDb (الإنجليزية)
- جينيفر دالي على موقع ألو سيني (الفرنسية)
- جينيفر دالي على موقع أول موفي (الإنجليزية)
- جينيفر دالي على موقع قاعدة بيانات الأفلام السويدية (السويدية)
- جينيفر دالي على موقع قاعدة بيانات الفيلم (الإنجليزية)
- جينيفر دالي على موقع كينوبويسك (الروسية)